# Temelucha tetonica
Temelucha tetonica är en stekelart som beskrevs av Dasch 1979. Temelucha tetonica ingår i släktet Temelucha och familjen brokparasitsteklar. Inga underarter finns listade i Catalogue of Life.